# Karol VII Bawarski
Karol VII Bawarski niem. Karl Albrecht von Bayern (ur. 6 sierpnia 1697 w Brukseli, zm. 20 stycznia 1745 w Monachium) – elektor Bawarii 1726–1745 (jako Karol Albert), król Czech 1741–1743, cesarz rzymski 1742–1745.

## Życiorys
Pochodził z rodu Wittelsbachów, był synem elektora bawarskiego Maksymiliana II Emanuela i Teresy Kunegundy Sobieskiej, wnukiem króla Polski Jana III Sobieskiego i praprawnukiem cesarza Ferdynanda II Habsburga. Jego żona Maria Amalia Habsburg była córką cesarza Józefa I Habsburga.
Karol Albert Wittelsbach urodził się w Niderlandach. Jako dziecko był zakładnikiem w rękach Habsburgów austriackich. Wychował się w Austrii i uczęszczał do kolegium jezuickiego w Grazu. Swoją drogę do kariery politycznej zaczynał jako żołnierz. W 1717 roku brał udział w wojnie z Turcją na terenie Bałkanów dowodząc oddziałami bawarskimi.
W 1726 roku po śmierci ojca Maksymiliana II Emanuela Wittelsbacha objął tron w Bawarii. Chcąc dorównać najpotężniejszym władcom w Rzeszy: Habsburgom i Hohenzollernom rozpoczął reformę tego kraju w duchu absolutyzmu.
Zorganizował nową administrację państwową, uporządkował finanse, powiększył liczebność armii.
Sprowadzał do Monachium artystów i naukowców chcąc, aby stolica jego księstwa mogła konkurować kulturalnie z innymi wielkim miastami Rzeszy. W 1740 roku uważając się za najwłaściwszego pretendenta do tronu cesarskiego po śmierci Karola VI wypowiedział wojnę Austrii i przy wsparciu Prus i Francji wkroczył ze swoją armią na jej terytorium. W listopadzie 1741 roku zdobył Pragę i podporządkował sobie Czechy. 8 grudnia 1741 roku został koronowany na króla czeskiego. Zmusiwszy Marię Teresę do ucieczki na Węgry przejął dobra Habsburgów w Niemczech. Następnie rozpoczął przygotowywania do przejęcia zwierzchnictwa nad Rzeszą. 24 stycznia 1742 roku na sejmie we Frankfurcie nad Menem wybrany został cesarzem – 12 lutego 1742 roku koronowany został na cesarza i przyjął tronowe imię Karola VII.
Zaangażowany politycznie w wewnętrzne sprawy Niemiec zbagatelizował szybką odbudowę sił Marii Teresy, której wojska na początku 1742 roku powróciły do działań wojennych i zaczęły przejmować inicjatywę w wojnie. W 1743 roku Karol VII utracił na rzecz Habsburżanki tron w Czechach, stracił kontrolę nad okupowaną przez Austriaków Bawarią. Pozyskał co prawda dla swojej sprawy króla pruskiego Fryderyka II, który w 1744 roku zaatakował Austrię od północy zapoczątkowując drugą wojnę śląską. Nie pomogło to jednak zbytnio pozycji cesarza. Bawaria zniszczona przez działania wojenne nie była w stanie udźwignąć kosztów utrzymania armii. Również dotychczasowy sojusznik Francja zaczął prowadzić własną niezależną politykę. Karol VII stał się więc do końca swojego życia tylko biernym obserwatorem zmagań pomiędzy trzema mocarstwami i musiał pogodzić się z tym, że nie ma już szans w rozgrywce o sukcesję austriacką.
Karol VII zmarł 20 stycznia 1745 roku i został pochowany w kościele teatynów w Monachium. Jego następcą na tronie Bawarii został syn Maksymilian III Józef Wittelsbach.

## Małżeństwo i potomstwo
5 października 1722 w Wiedniu poślubił arcyksiężniczkę Marię Amalię Habsburg córkę cesarza Józefa I Habsburga i Wilhelminy Amalii Brunszwickiej. Para miała siódemkę dzieci:
- Maksymiliana Maria (1723)
- Maria Antonina (1724–1780) – poślubiła swojego brata ciotecznego Fryderyka Krystiana Wettyna, późniejszego elektora saskiego
- Teresa Benedykta (1725–1734)
- Maksymilian III Józef (1727–1777) – elektor Bawarii
- Józef Ludwik (1728–1733)
- Maria Anna (1734–1776) – poślubiła Ludwika Jerzego Simperta, margrabiego Baden-Baden
- Maria Józefa (1739–1767) – poślubiła cesarza Józefa II Habsburga

## Pełna tytulatura
Karol, z Bożej łaski uświęcony i wybrany cesarz rzymski, po wieki August, król Niemiec i Czech, książę Górnej i Dolnej Bawarii oraz Górnego Palatynatu Reńskiego, hrabia-palatyn Renu, arcyksiążę Austrii, książę elektor Świętego Cesarstwa Rzymskiego, landgraf Leuchtenbergu, etc., etc., etc.

## Genealogia
| Prapradziadkowie                                  | książę Bawarii Wilhelm V Wittelsbach (1528–1579) ∞1568 Renata Lotaryńska (1544–1602)                       | cesarz rzymski Ferdynand II Habsburg (1578–1637) ∞1600 Maria Anna Wittelsbach (1574–1616)                  | książę Sabaudii Karol Emanuel I (1562–1630) ∞1585 Katarzyna Michalina Habsburżanka (1567–1597)             | król Francji Henryk IV Burbon (1553–1610) ∞1600 Maria Medycejska (1575–1642)                               | Marek Sobieski (1550–1605) ∞ Jadwiga Snopkowska (1556–1589)                                                | Jan Daniłowicz (1570–1628) ∞1605 Zofia Żółkiewska (1590–1634)                                              | Antoine de La Grange d’Arquien ∞ Anne d’Ancienville                                                        | Baptiste de La Châtre of Bruillebault ∞ Gabrielle Lamy                                                     |
| Pradziadkowie                                     | elektor Bawarii Maksymilian I Wittelsbach (1573–1651) ∞1635 Maria Anna Habsburg (1610–1665)                | elektor Bawarii Maksymilian I Wittelsbach (1573–1651) ∞1635 Maria Anna Habsburg (1610–1665)                | książę Sabaudii Wiktor Amadeusz I (1587–1637) ∞1619 Krystyna Maria Burbon (1606–1663)                      | książę Sabaudii Wiktor Amadeusz I (1587–1637) ∞1619 Krystyna Maria Burbon (1606–1663)                      | Jakub Sobieski (1590–1646) ∞ 1627 Zofia Teofila Daniłowiczówna (1607–1661)                                 | Jakub Sobieski (1590–1646) ∞ 1627 Zofia Teofila Daniłowiczówna (1607–1661)                                 | Henryk Albert de la Grange d’Arquien (1602–1707) ∞ Franciszka de la Châtre                                 | Henryk Albert de la Grange d’Arquien (1602–1707) ∞ Franciszka de la Châtre                                 |
| Dziadkowie                                        | elektor Bawarii Ferdynand Maria Wittelsbach (1636–1679) ∞1652 Henrietta Adelajda Sabaudzka (1636–1676)     | elektor Bawarii Ferdynand Maria Wittelsbach (1636–1679) ∞1652 Henrietta Adelajda Sabaudzka (1636–1676)     | elektor Bawarii Ferdynand Maria Wittelsbach (1636–1679) ∞1652 Henrietta Adelajda Sabaudzka (1636–1676)     | elektor Bawarii Ferdynand Maria Wittelsbach (1636–1679) ∞1652 Henrietta Adelajda Sabaudzka (1636–1676)     | król Polski Jan III Sobieski (1629–1696) ∞ 1665 Maria Kazimiera d’Arquien (1641–1716)                      | król Polski Jan III Sobieski (1629–1696) ∞ 1665 Maria Kazimiera d’Arquien (1641–1716)                      | król Polski Jan III Sobieski (1629–1696) ∞ 1665 Maria Kazimiera d’Arquien (1641–1716)                      | król Polski Jan III Sobieski (1629–1696) ∞ 1665 Maria Kazimiera d’Arquien (1641–1716)                      |
| Rodzice                                           | elektor Bawarii Maksymilian II Emanuel Wittelsbach (1662–1726) ∞1695 Teresa Kunegunda Sobieska (1676–1730) | elektor Bawarii Maksymilian II Emanuel Wittelsbach (1662–1726) ∞1695 Teresa Kunegunda Sobieska (1676–1730) | elektor Bawarii Maksymilian II Emanuel Wittelsbach (1662–1726) ∞1695 Teresa Kunegunda Sobieska (1676–1730) | elektor Bawarii Maksymilian II Emanuel Wittelsbach (1662–1726) ∞1695 Teresa Kunegunda Sobieska (1676–1730) | elektor Bawarii Maksymilian II Emanuel Wittelsbach (1662–1726) ∞1695 Teresa Kunegunda Sobieska (1676–1730) | elektor Bawarii Maksymilian II Emanuel Wittelsbach (1662–1726) ∞1695 Teresa Kunegunda Sobieska (1676–1730) | elektor Bawarii Maksymilian II Emanuel Wittelsbach (1662–1726) ∞1695 Teresa Kunegunda Sobieska (1676–1730) | elektor Bawarii Maksymilian II Emanuel Wittelsbach (1662–1726) ∞1695 Teresa Kunegunda Sobieska (1676–1730) |
| Karol VII Wittelsbach (1697–1745), cesarz rzymski | | | | | | | | |